# Monterosi Tuscia Football Club 2021-2022
Questa voce raccoglie le informazioni riguardanti il Monterosi Tuscia Football Club nelle competizioni ufficiali della stagione 2021-2022.

## Stagione
Nella stagione 2021-2022 il Monterosi Tuscia disputa il girone C del campionato di Serie C, raccoglie 51 punti che valgono il nono posto. Disputa con poca fortuna i Play-off, ma viene subito eliminato nel primo turno a gironi dalla Virtus Francavilla, la gara è terminata (2-2) ma ha promosso i pugliesi, meglio piazzati in campionato. Nella Coppa Italia di Serie C i biancorossi subito fuori, perdendo (2-0) a Teramo.

## Divise e sponsor
Il fornitore tecnico per la stagione 2021-2022 è Macron. Lo sponsor di maglia è Passione Mediterranea.
| Casa | Trasferta |

## Rosa
| N. |                    | Ruolo | Calciatore              |
| -- | ------------------ | ----- | ----------------------- |
| 1  | Albania (bandiera) | P     | Marco Alia              |
| 3  | Italia (bandiera)  | D     | Damiano Cancellieri     |
| 4  | Italia (bandiera)  | D     | Lorenzo Angeli          |
| 4  | Italia (bandiera)  | D     | Camillo Fiaschetti      |
| 5  | Italia (bandiera)  | C     | Davide Buono (capitano) |
| 6  | Italia (bandiera)  | D     | Lorenzo Borri           |
| 7  | Italia (bandiera)  | D     | Vincenzo Polito         |
| 7  | Italia (bandiera)  | C     | Andrea Errico           |
| 8  | Italia (bandiera)  | C     | Simone Franchini        |
| 9  | Italia (bandiera)  | A     | Alessandro Polidori     |
| 10 | Italia (bandiera)  | A     | Daniele Ferri Marini    |
| 10 | Italia (bandiera)  | A     | Andrea Milani           |
| 11 | Italia (bandiera)  | A     | Pierluca Luciani        |
| 12 | Italia (bandiera)  | P     | Nicola Borghetto        |
| 14 | Italia (bandiera)  | D     | Francesco Verde         |
| 16 | Italia (bandiera)  | D     | Angelo Tartaglia        |
| 17 | Italia (bandiera)  | C     | Emanuele Adamo          |
| 18 | Italia (bandiera)  | C     | Samuele Parlati         |

| N. |                     | Ruolo | Calciatore                |
| -- | ------------------- | ----- | ------------------------- |
| 19 | Italia (bandiera)   | D     | Danilo Piroli             |
| 20 | Italia (bandiera)   | A     | Nicholas Nasini           |
| 20 | Ghana (bandiera)    | C     | Abdallah Basit            |
| 21 | Italia (bandiera)   | D     | Mattia Tonetto            |
| 22 | Italia (bandiera)   | P     | Giuseppe Marcianò         |
| 23 | Italia (bandiera)   | D     | Gabriele Rocchi           |
| 24 | Italia (bandiera)   | C     | Lorenzo Carbone           |
| 28 | Italia (bandiera)   | C     | Zakaria Sdaigui           |
| 33 | Germania (bandiera) | D     | Emmanuel Mbende           |
| 35 | Italia (bandiera)   | P     | Riccardo Daga             |
| 55 | Italia (bandiera)   | P     | Umberto Basile            |
| 66 | Ghana (bandiera)    | A     | Joseph Ekuban             |
| 77 | Italia (bandiera)   | A     | Gabriele Artistico        |
| 79 | Italia (bandiera)   | C     | Francesco D'Antonio       |
| 90 | Italia (bandiera)   | A     | Rocco Costantino          |
| 92 | Italia (bandiera)   | C     | Alessandro Di Paolantonio |
| 98 | Italia (bandiera)   | C     | Davide Buglio             |
| 99 | Italia (bandiera)   | A     | Giammarco Caon            |

## Calciomercato

### Sessione estiva(dal 01/07 al 31/08)
| Acquisti | Acquisti                  | Acquisti       | Acquisti      |
| R.       | Nome                      | da             | Modalità      |
| -------- | ------------------------- | -------------- | ------------- |
| P        | Marco Allia               | Lazio          | prestito      |
| P        | Umberto Basile            | FC Francavilla | svincolato    |
| P        | Nicola Borghetto          | Verona         | prestito      |
| P        | Giuseppe Marcianò         | Frosinone      | prestito      |
| D        | Lorenzo Borri             | Carrarese      | svincolato    |
| D        | Emmanuel Mbende           | Viterbese      | definitivo    |
| D        | Vincenzo Polito           | Casertana      | svincolato    |
| D        | Gabriele Rocchi           | Avellino       | svincolato    |
| D        | Andrea Tartaglia          | Triestina      | svincolato    |
| D        | Mattia Tonetto            | Frosinone      | prestito      |
| D        | Francesco Verde           | Frosinone      | svincolato    |
| C        | Davide Buglio             | Padova         | prestito      |
| C        | Lorenzo Carbone           | Vis Artena     | svincolato    |
| C        | Alessandro Di Paolantonio | Arezzo         | svincolato    |
| C        | Simone Franchini          | Padova         | prestito      |
| C        | Cristiano Palombi         | Carbonia       | fine prestito |
| C        | Samuele Parlati           | Catanzaro      | svincolato    |
| C        | Zakaria Sdiagui           | Roma           | definitivo    |
| A        | Emanuele Adamo            | Avellino       | svincolato    |
| A        | Rocco Costantino          | Modena         | svincolato    |
| A        | Daniele Ferri Marini      | Trento         | svincolato    |
| A        | Pierluca Luciani          | Frosinone      | prestito      |
| A        | Nicholas Nasini           | Bangor City    | svincolato    |
| A        | Alessandro Polidori       | Imolese        | definitivo    |
| A        | Cosimo Tripoli            | Carpi          | svincolato    |

| Cessioni | Cessioni           | Cessioni                | Cessioni      |
| R.       | Nome               | a                       | Modalità      |
| -------- | ------------------ | ----------------------- | ------------- |
| P        | Giacomo Lucatti    |                         | svincolato    |
| P        | Alessio Salvato    | Torres                  | svincolato    |
| P        | Francesco Tocci    |                         | svincolato    |
| P        | Carlo Torelli      | Viterbese               | fine prestito |
| D        | Alessandro Berardi | Ostia Mare              | svincolato    |
| D        | Andrea Costantini  | Lupa Frascati A.S.D.    | svincolato    |
| D        | Matteo Gemini      | Lanusei                 | svincolato    |
| D        | Danilo Pasqualoni  |                         | svincolato    |
| D        | Alessio Petti      |                         | svincolato    |
| C        | Davide Borrelli    | Forlì                   | svincolato    |
| C        | Paolo Capodaglio   | Vis Artena              | svincolato    |
| C        | Fabio Francucci    |                         | svincolato    |
| C        | Andrea Montanari   |                         | svincolato    |
| C        | Cristiano Palombi  | Latte Dolce             | svincolato    |
| C        | Lorenzo Pellacani  |                         | svincolato    |
| C        | Matteo Vagnoni     | Ostia Mare              | svincolato    |
| C        | Marco Zambrini     | Real Monterotondo Scalo | svincolato    |
| A        | Precious Amayah    |                         | svincolato    |
| A        | Giacomo Lucatti    |                         | svincolato    |
| A        | Lorenzo Persichini | Team Nuova Florida      | svincolato    |
| A        | Lorenzo Rea        | Sambenedettese          | fine prestito |
| A        | Andrea Sivilla     | Dolomiti Bellunesi      | svincolato    |
| A        | Mousa Balla Sowe   | Atletico Terme Fiuggi   | svincolato    |

### Operazioni tra le due sessioni
| Acquisti | Acquisti | Acquisti | Acquisti |
| R.       | Nome     | da       | Modalità |
| -------- | -------- | -------- | -------- |

| Cessioni | Cessioni             | Cessioni       | Cessioni   |
| R.       | Nome                 | a              | Modalità   |
| -------- | -------------------- | -------------- | ---------- |
| C        | Lorenzo Angeli       | Prato          | definitivo |
| C        | Lorenzo Carbone      | Vis Artena     | definitivo |
| A        | Daniele Ferri Marini | Sambenedettese | svincolato |

### Sessione invernale(dal 04/01 al 01/02)
| Acquisti | Acquisti            | Acquisti           | Acquisti   |
| R.       | Nome                | da                 | Modalità   |
| -------- | ------------------- | ------------------ | ---------- |
| P        | Riccardo Daga       | Viterbese          | prestito   |
| C        | Abdallah Basit      | Benevento          | prestito   |
| C        | Francesco D'Antonio | Pontedera          | svincolato |
| C        | Andrea Errico       | Frosinone          | prestito   |
| A        | Gabriele Artistico  | Parma              | prestito   |
| A        | Joseph Ekuban       | Virtus Francavilla | prestito   |
| A        | Andrea Milani       | Fiorentina         | prestito   |

| Cessioni | Cessioni                  | Cessioni  | Cessioni      |
| R.       | Nome                      | a         | Modalità      |
| -------- | ------------------------- | --------- | ------------- |
| P        | Giuseppe Marcianò         | Frosinone | fine prestito |
| D        | Vincenzo Polito           | Viterbese | prestito      |
| C        | Alessandro Di Paolantonio | Foggia    | prestito      |
| A        | Nicholas Nasini           | Akragas   | prestito      |
| A        | Alessandro Polidori       | Viterbese | prestito      |

## Risultati

### Serie C

#### Girone di andata
| Viterbo 28 agosto 2021, ore 20:30 CEST 1ª giornata | Monterosi Tuscia | 0 – 0 referto | Foggia | Stadio Enrico Rocchi (600 spett.)\| Arbitro: \| Collu (Cagliari) \| |
| Arbitro:                                           | Collu (Cagliari) |               |        |                                                                     |

| Arbitro: | Galipò (Firenze) |

|                                                                   |           |  |
| Di Cesare 42’ Cheddira 54’ Antenucci 57’ (rig.) Simeri 82’ (rig.) | Marcatori |  |

| Arbitro: | Grasso (Ariano Irpino) |

|                                    |           |                            |
| Costantino 41’ (rig.) Polito 90+4’ | Marcatori | 3’, 10’ Rossetti 14’ Bontà |

| Arbitro: | Bonacina (Bergamo) |

|            |           |            |
| Coccia 90’ | Marcatori | 87’ Mbende |

| Arbitro: | Carrione (Castellammare di Stabia) |

|                 |           |             |
| Cancellieri 50’ | Marcatori | 22’ Brunori |

| Taranto 29 settembre 2021, ore 17:30 CEST 6ª giornata | Taranto        | 0 – 0 referto | Monterosi Tuscia | Stadio Erasmo Iacovone (3 123 spett.)\| Arbitro: \| Caldera (Como) \| |
| Arbitro:                                              | Caldera (Como) |               |                  |                                                                       |

| Arbitro: | Fiero (Pistoia) |

|                          |           |              |
| Adamo 12’ Costantino 86’ | Marcatori | 65’ Gagliano |

| Arbitro: | Scatena (Avezzano) |

|              |           |                                        |
| Adorante 42’ | Marcatori | 33’ Costantino 56’ Polidori 75’ Mbende |

| Arbitro: | N. Marini (Trieste) |

|                |           |  |
| Costantino 39’ | Marcatori |  |

| Arbitro: | Lovison (Padova) |

|                            |           |  |
| Vivacqua 63’ Pitarresi 70’ | Marcatori |  |

| Arbitro: | Angelucci (Foligno) |

|                     |           |                                        |
| Polidori 54’ (rig.) | Marcatori | 26’, 83’ L. Moro 48’ Russini 79’ Greco |

| Arbitro: | Madonia (Palermo) |

|                                  |           |  |
| Grandolfo 37’ Starita 41’ (rig.) | Marcatori |  |

| Arbitro: | Calzavara (Varese) |

|          |           |                                                  |
| Caon 82’ | Marcatori | 19’ Santaniello 53’ (rig.) Giannone 73’ Leonetti |

| Arbitro: | Gemelli (Messina) |

|                |           |            |
| Bentivegna 28’ | Marcatori | 12’ Buglio |

| Vibo Valentia 20 novembre 2021, ore 14:30 CET 15ª giornata | Vibonese        | 0 – 0 referto | Monterosi Tuscia | Stadio Luigi Razza (161 spett.)\| Arbitro: \| Kumara (Verona) \| |
| Arbitro:                                                   | Kumara (Verona) |               |                  |                                                                  |

| Arbitro: | Collu (Cagliari) |

|           |           |                    |
| Buglio 2’ | Marcatori | 29’ (rig.) Carlini |

| Arbitro: | Marotta (Sapri) |

|           |           |  |
| Perez 52’ | Marcatori |  |

| Arbitro: | Delrio (Reggio Emilia) |

|            |           |  |
| Buglio 59’ | Marcatori |  |

| Arbitro: | Acanfora (Roma) |

|                                                    |           |                              |
| Mbende 7’ (aut.) Ercolano 42’ Jefferson 71’ (rig.) | Marcatori | 51’, 75’ F. Verde 59’ Mbende |

#### Girone di ritorno
| Arbitro: | Cherchi (Carbonia) |

|                 |           |           |
| Rizzo Pinna 90’ | Marcatori | 60’ Adamo |

| Arbitro: | Di Graci (Como) |

|  |           |                     |
|  | Marcatori | 42’ (aut.) F. Verde |

| Arbitro: | Giaccaglia (Jesi) |

|                |           |                                  |
| Rossetti 90+2’ | Marcatori | 78’ Artistico 90’ (rig.) Parlati |

| Arbitro: | Pascarella (Nocera Inferiore) |

|                                |           |            |
| Adamo 54’, 70’ (rig.) Caon 85’ | Marcatori | 11’ Romero |

| Arbitro: | Nicolini (Brescia) |

|                        |           |  |
| Damiani 56’ Felici 86’ | Marcatori |  |

| Arbitro: | Scarpa (Collegno) |

|                                    |           |                |
| Ekuban 35’ Costantino 90+1’ (rig.) | Marcatori | 90+5’ Saraniti |

| Arbitro: | Monaldi (Macerata) |

|                          |           |  |
| Carriero 25’ Kanouté 79’ | Marcatori |  |

| Arbitro: | Carella (Bari) |

|                               |           |                 |
| Ekuban 9’ Costantino 44’, 73’ | Marcatori | 90+6’ Mărginean |

| Arbitro: | Fontani (Siena) |

|  |           |                                            |
|  | Marcatori | 45+4’ Rocchi 77’ Artistico 90+4’ Franchini |

| Arbitro: | Ferrieri Caputi (Livorno) |

|               |           |            |
| Franchini 79’ | Marcatori | 90’ Di Dio |

| Arbitro: | Caldera (Como) |

|                                     |           |                |
| Russini 26’ Biondi 54’ Russotto 83’ | Marcatori | 89’ Costantino |

| Arbitro: | Galipò (Firenze) |

|  |           |              |
|  | Marcatori | 77’ Borrelli |

| Arbitro: | Catanoso (Reggio Calabria) |

|  |           |                             |
|  | Marcatori | 6’ Parlati 90+4’ Costantino |

| Arbitro: | Cherchi (Carbonia) |

|                          |           |  |
| Costantino 13’, 33’, 64’ | Marcatori |  |

| Viterbo 27 marzo 2022, ore 14:30 CEST 34ª giornata | Monterosi Tuscia       | 0 – 0 referto | Vibonese | Stadio Enrico Rocchi (326 spett.)\| Arbitro: \| Grasso (Ariano Irpino) \| |
| Arbitro:                                           | Grasso (Ariano Irpino) |               |          |                                                                           |

| Arbitro: | Bordin (Bassano del Grappa) |

|            |           |                           |
| Sounas 54’ | Marcatori | 49’ Costantino 85’ Ekuban |

| Arbitro: | Mucera (Palermo) |

|                       |           |  |
| Costantino 80’ (rig.) | Marcatori |  |

| Andria 16 aprile 2022, ore 17:30 CEST 37ª giornata | Fidelis Andria         | 0 – 0 referto | Monterosi Tuscia | Stadio degli Ulivi (3 021 spett.)\| Arbitro: \| Panettella (Gallarate) \| |
| Arbitro:                                           | Panettella (Gallarate) |               |                  |                                                                           |

| Arbitro: | Tremolada (Monza) |

|  |           |             |
|  | Marcatori | 45’ Rosseti |

### Play-off
| Arbitro: | Maggio (Lodi) |

|                         |           |                         |
| Miceli 12’ Patierno 44’ | Marcatori | 7’ Buglio 75’ Tartaglia |

### Coppa Italia Serie C
| Arbitro: | Zanotti (Rimini) |

|                   |           |  |
| Birligea 19’, 39’ | Marcatori |  |

## Statistiche

### Statistiche di squadra
Statistiche aggiornate al 21 agosto 2021.
| Competizione         | Punti | In casa | In casa | In casa | In casa | In casa | In casa | In trasferta | In trasferta | In trasferta | In trasferta | In trasferta | In trasferta | Totale | Totale | Totale | Totale | Totale | Totale | DR  |
| Competizione         | Punti | G       | V       | N       | P       | Gf      | Gs      | G            | V            | N            | P            | Gf           | Gs           | G      | V      | N      | P      | Gf     | Gs     | DR  |
| -------------------- | ----- | ------- | ------- | ------- | ------- | ------- | ------- | ------------ | ------------ | ------------ | ------------ | ------------ | ------------ | ------ | ------ | ------ | ------ | ------ | ------ | --- |
| Serie C              | 27    | 12      | 5       | 3       | 4       | 15      | 16      | 13           | 1            | 6            | 6            | 9            | 20           | 25     | 6      | 9      | 10     | 24     | 36     | -12 |
| Coppa Italia Serie C | -     | 0       | 0       | 0       | 0       | 0       | 0       | 1            | 0            | 0            | 1            | 0            | 2            | 1      | 0      | 0      | 1      | 0      | 2      | -2  |
| Totale               | 27    | 12      | 5       | 3       | 4       | 15      | 16      | 14           | 1            | 6            | 7            | 9            | 22           | 26     | 6      | 9      | 11     | 24     | 38     | -14 |

### Andamento in campionato
| Giornata  | 1  | 2  | 3  | 4  | 5  | 6  | 7  | 8  | 9 | 10 | 11 | 12 | 13 | 14 | 15 | 16 | 17 | 18 | 19 | 20 | 21 | 22 | 23 | 24 | 25 | 26 | 27 | 28 | 29 | 30 | 31 | 32 | 33 | 34 | 35 | 36 | 37 | 38 |
| --------- | -- | -- | -- | -- | -- | -- | -- | -- | - | -- | -- | -- | -- | -- | -- | -- | -- | -- | -- | -- | -- | -- | -- | -- | -- | -- | -- | -- | -- | -- | -- | -- | -- | -- | -- | -- | -- | -- |
| Luogo     | C  | T  | C  | T  | C  | T  | C  | T  | C | T  | C  | T  | C  | T  | T  | C  | T  | C  | T  | T  | C  | T  | C  | T  | C  | T  | C  | T  | C  | T  | C  | T  | C  | C  | T  | C  | T  | C  |
| Risultato | N  | P  | P  | N  | N  | N  | V  | V  | V | P  | P  | P  | P  | N  | P  | N  | N  | V  | N  | N  | P  | V  | V  | P  | V  | P  | V  | V  | N  | P  | P  | V  | V  | N  | V  | V  | N  | P  |
| Posizione | 14 | 20 | 20 | 20 | 19 | 18 | 15 | 13 | 9 | 13 | 15 | 15 | 16 | 16 | 16 | 16 | 16 | 15 | 16 | 15 | 15 | 12 | 14 | 15 | 15 | 15 | 15 | 14 | 12 | 13 | 13 | 13 | 11 | 9  | 8  | 7  | 7  | 9  |

Legenda:

Luogo: C = Casa; T = Trasferta. Risultato: V = Vittoria; N = Pareggio; P = Sconfitta.